# Ottati
Ottati é uma comuna italiana da região da Campania, província de Salerno, com cerca de 809 habitantes. Estende-se por uma área de 53 km², tendo uma densidade populacional de 15 hab/km². Faz fronteira com Aquara, Bellosguardo, Castelcivita, Petina, Sant'Angelo a Fasanella, Sicignano degli Alburni.

## Demografia
| Variação demográfica do município entre 1861 e 2011                               |
|                                                                                   |
| Fonte: Istituto Nazionale di Statistica (ISTAT) - Elaboração gráfica da Wikipedia |